# Commission européenne pour l'efficacité de la justice
La Commission européenne pour l'efficacité de la justice (CEPEJ) réunit des experts des 46 États membres du Conseil de l’Europe et prépare des outils permettant d’améliorer l’efficacité et le fonctionnement de la justice en Europe.
Ses tâches consistent à :
- analyser les résultats des systèmes judiciaires ;
- identifier les problèmes qu’ils rencontrent ;
- définir des moyens concrets pour améliorer, d’une part, l’évaluation des performances des systèmes judiciaires, d’autre part le fonctionnement de ces systèmes ;
- améliorer la mise en œuvre des instruments juridiques existants du Conseil de l’Europe et suggérer, si nécessaire, de nouveaux instruments;
- apporter le cas échéant, à la demande d’un État, une assistance.

Pour réaliser ces différentes tâches, la CEPEJ met au point des indicateurs, collecte et analyse des données, définit des mesures et des moyens d’évaluation, rédige des documents (rapports, avis, lignes directrices, plans d’action, etc), tisse des liens avec les instituts de recherche et les centres de documentation, invite des personnalités qualifiées, des ONG, procède à des auditions, développe des réseaux de professionnels de la justice.